# Titanoeca altaica
Espèce
Titanoeca altaica est une espèce d'araignées aranéomorphes de la famille des Titanoecidae.

## Distribution
Cette espèce est endémique du Xinjiang en Chine,.

## Description
Le mâle holotype mesure 6,68 mm et les femelles de 7,42 à 8,28 mm.

## Étymologie
Son nom d'espèce lui a été donné en référence au lieu de sa découverte, Altai.

## Publication originale
- Zhou, Song & Song, 1994 : A new species of the family Titanoecidae from Xinjiang, China (Araneae). Journal of Hebei Normal University (nat. Sci. Ed.), vol. 1994, (Suppl.), p. 23-25.